# Bruno Caboclo
Bruno Caboclo   (Osasco, 21 de setembre de 1995) és un jugador de basquetbol brasiler, que actua en la posició d'aler pivot. Actualment pertany al Umana Reyer Venezia italià i és internacional amb el seu país.

## Biografia

### Joventut
Va néixer a Osasco, municipi de la Regió Metropolitana de São Paulo. Va ser criat a les localitats de Barueri i Pirapora do Bom Jesus, també a São Paulo.
Als 13 anys va entrar en el Grêmio Recreativo Barueri, la seva primera experiència en un club de bàsquet. El gener de 2013 va iniciar una estada de tres mesos als Estats Units, convidat per l'entrenador de la Score Academy, Rafael Franco. Quan va tornar al Brasil, va incorporar-se directament a les files del Pinheiros, el seu primer contracte com a professional.

Després de només 17 partits a la lliga brasilera (ben discrets: 4.8 punts i 3.1 rebots de mitjana) i sense experiència real als EUA; el 26 de juny de 2014 va protagonitzar una de les grans sorpreses del Draft de l'NBA d'aquell any, quan els Toronto Raptors van triar-lo en la 20a posició de la primera ronda.

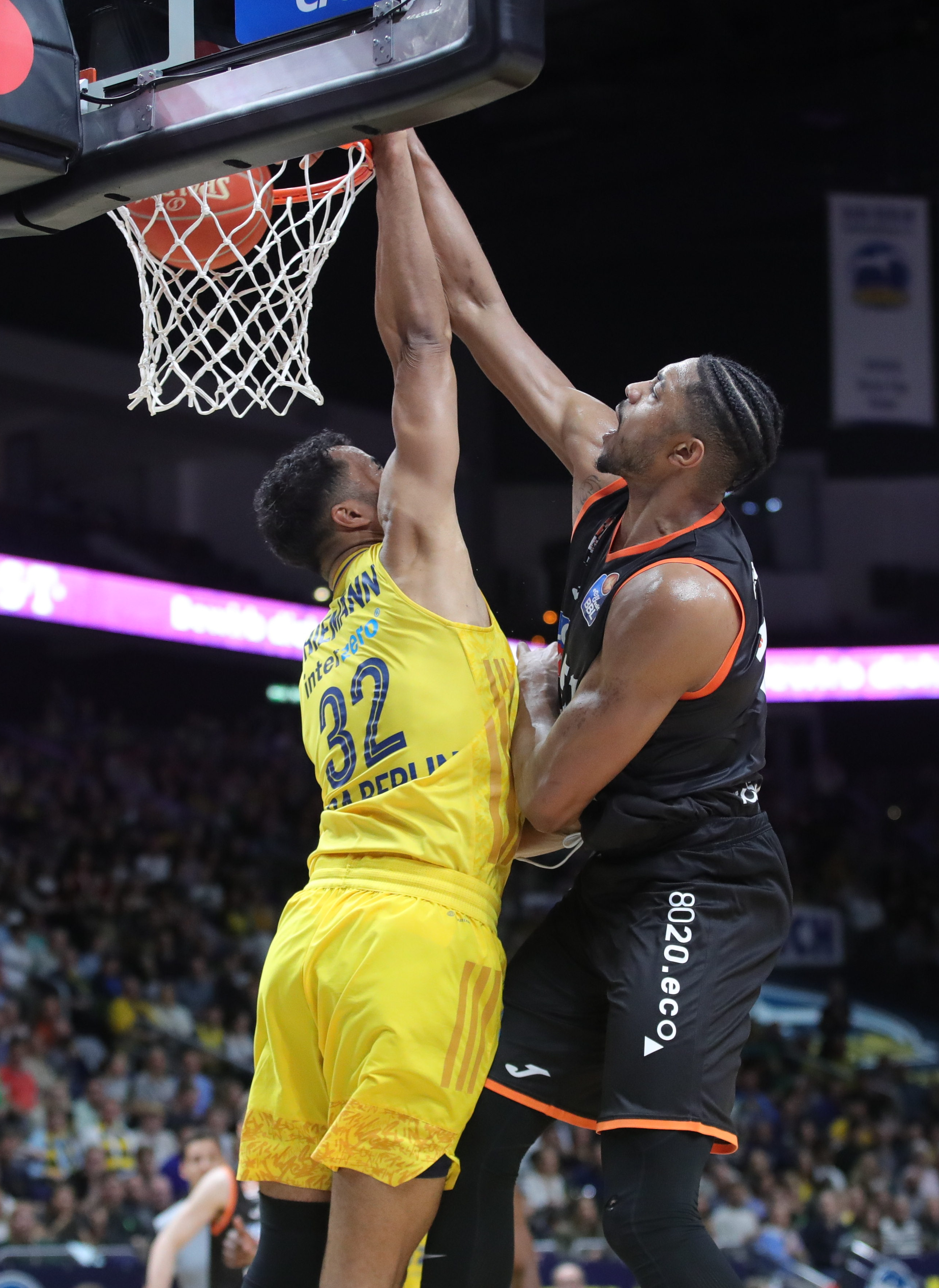
Caboclo amb la samarreta del Ratiopharm Ulm, esmaixant davant Johannes Thiemann, de l'Alba Berlín (2023).

### Experiència a l'NBA (2014-2021)
Amb els Raptors no va tenir cap mena de continuïtat. En les tres temporades i mitja que va estar-s'hi, va disputar només 25 partits; i va ser cedit als Fort Wayne Mad Ants i als Raptors 905, equips de la NBA Development League.
El 8 de febrer de 2018 va ser traspassat als Sacramento Kings, en un intercanvi per Malachi Richardson. Després d'un breu pas per l'afiliat dels Kings a la G League, els Reno Bighorns, Caboclo va retornar a l'equip principal fins a l'acabament del contracte, aquell mateix estiu. Llavors va fitxar pels Houston Rockets, però no va arribar a debutar amb l'equip. De nou, va ser cedit a la G League, en aquesta ocasió als Rio Grande Valley Vippers.
El gener de 2019 va rebre una oferta per incorporar-se als Memphis Grizzlies. Semblava que a l'equip de Tennessee per fi havia trobat l'estabilitat. El 25 de març va disputar el seu millor partit en la competició, quan va aconseguir un "doble doble" de 24 punts i 11 rebots. No obstant, 12 mesos després del seu fitxatge, va ser rebaixat als Memphis Hustle i traspassat als Houston Rockets el febrer de 2020, a canvi de Jordan Bell.
El seu pas per Texas va ser testimonial, disputant només 14 partits, fins que va ser acomiadat el 13 de gener de 2021.

### Rodamón (2021-actualitat)
Setmanes després de la seva sortida de l'NBA, va recalar en el Limoges CSP de la lliga francesa, en un contracte fins al final de la temporada. L'estiu de 2021 torna a casa, fitxant per la secció de bàsquet del Sao Paulo FC. Amb ells aconsegueix el seu primer títol a nivell de clubs, la Champions League Amèriques de Bàsquet 2021-22 i és designat MVP del torneig.
L'estiu de 2022 participa de l'NBA Summer League i aconsegueix un contracte amb els Boston Celtics, però l'equip de la costa est el rescindeix abans de començar la temporada. Sense equip per començar la temporada, passa a jugar amb els Capitanes de Ciudad de México, un altre equip de la NBA Development League. Amb les mexicans juga només dos partits, abans de fitxar el 5 de gener de 2023 pel Ratiopharm Ulm de la lliga alemanya. A Alemanya va coincidir amb el seu compatriota Yago dos Santos i va aconseguir una fita històrica, aconseguint el primer títol de lliga de la història pel club d'Ulm.
A final de temporada, tot i tenir contracte per un any més, Caboclo va decidir executar la clàusula de llibertat i acceptar l'oferta del Reyer Venezia de la lliga italiana.

### Selecció brasilera
La primera competició internacional en la que va participar Bruno Caboclo va ser el Campionat FIBA Amèriques de 2017. El jugador interior va ser-ne protagonista negatiu, quan durant el segon partit del torneig va enfrontar-se a l'entrenador i va ser apartat de l'equip. No va a tornar a ser convocat fins al Campionat del Món de bàsquet masculí de 2019, on el combinat brasiler va caure en la segona fase.
La selecció no va poder classificar-se pels Jocs de Tòquio i els jugadors brasilers de l'NBA no van rebre autorització per participar de la FIBA AmeriCup de 2022. Idò, Caboclo no va poder participar de cap més torneig fins al 2023, quan va ser un dels jugadors més valuosos de l'equip que disputà el Campionat del Món.

## Palmarès
| Any     | Competició                            | Equip          |
| ------- | ------------------------------------- | -------------- |
| 2021-22 | Champions League Amèriques de Bàsquet | Sao Paulo FC   |
| 2022-23 | Basketball Bundesliga                 | Ratiopharm Ulm |

### Premis individuals
- MVP de la Champions League Amèriques de Bàsquet (2021-22)[18]
- MVP de la Lliga Brasilera de Bàsquet (2021-22)[31]